# کیث باستیک
کیث باستیک (به انگلیسی: Keith Bostic) یک برنامه‌نویس اهل ایالات متحده است. در سال ۱۹۸۶ او به گروه تحقیقاتی سیستم‌های کامپیوتری (CSRG) در دانشگاه کالیفرنیا، برکلی پیوست. او یکی از معماران اصلی ۴٫۴BSD و ۴٫۴BSD-Lite بود. تلاش‌های او در CSRG منجر به ساخت یک نسخه آزاد از بی‌اس‌دی یونیکس شد که بعدها باعث به وجود آمدن فری‌بی‌اس‌دی، نت‌بی‌اس‌دی و اپن‌بی‌اس‌دی شد.
همچنین باستیک یکی از بنیان‌گذاران BSDi بود که سیستم‌عامل بی‌اس‌دی/اواس، یک نسخه انحصاری از بی‌اس‌دی را می‌ساخت.
او و همسرش مارگو سلتزر در سال ۱۹۹۶ شرکت اسلیپی‌کت سافتور را برای توسعه و پشتیبانی از برکلی دی‌بی بنیان نهادند. برکلی دی‌بی یک پایگاه داده متن باز است. در فوریه ۲۰۰۶ شرکت آن‌ها توسط اوراکل خریداری شد و باستیک تا فوریه ۲۰۰۸ در آنجا کار می‌کرد.
باستیک نویسنده ویرایشگر ان‌وی‌آی، یک پیاده‌سازی مجدد از ویرایشگر وی‌آی است. او همچنین یک از نویسندگان کتاب طراحی و پیاده‌سازی سیستم‌عامل ۴٫۴بی‌اس‌دی بوده‌است.